# 연방거래위원회
연방거래위원회(Federal Trade Commission, 약자 FTC)는 미국 반독점법에 따라 규정을 집행하고 소비자보호를 추구하는 미국정부의 독립기관이다. 연방거래위원회는 미국 법무부 반독점부와 연방 민사 불공정거래 사법권을 공유한다. 기관 소재지는 워싱턴 D.C.의 연방거래위원회 건물이다.
연방거래위원회는 1914년, 19세기 당시 독점위기에 대응해 연방거래위원회 법안이 통과하면서 설립됐다. 설립 초기에는 경쟁법 규범 클레이튼 반독점법의 조항과 연방거래위원회 법안(15 U.S.C. § 41)의 조항을 집행했다. 이후 연방거래위원회는 기타 사업규제규범 집행 및 미국연방규정집 제16편의 규제들을 반포하는 업무를 위임받았다. 기업의 불공정거래 관행으로부터 사업의 영위를 보호하는 것 이 그 주된 임무였다. 그 후 1922년 연방대법원은 연방거래위원회가 광고를 규제하기 위한 권한이 있다고 해석하였다.연방대법원의 위와 같은 법 해석은 연방거래위원회가 광고에 있어서 불공정한 방법으로 경쟁을 하는 것과 허위 표시(false labelling)를 하는 거래의 모든 측면들을 규제하도록 허용하였다.
연방거래위원회의 중심인원은 각각 7년 임기를 수행하는 총 5명의 위원들로 구성됐다. 위원은 미국 대통령이 임명하고 상원의 인준을 거쳐 선출되며, 같은 정당의 위원수가 3명을 초과해선 안 된다. 위원들 중 한 명은 대통령의 관할에 따라 위원장을 맡는다. 2021년 6월부터 리나 칸이 위원장직을 하는 중이다.

## 같이 보기
- 경쟁규제기관
- 경쟁법

## 참고 문헌
- Davis, G. Cullom (1962). “The Transformation of the Federal Trade Commission, 1914–1929”. 《The Mississippi Valley Historical Review》 49 (3): 437–455. doi:10.2307/1902564. JSTOR 1902564.
- MacIntyre, A. Everette; Volhard, Joachim J. (1970). “The Federal Trade Commission”. 《Boston College Law Review》 11 (4): 723–783.
- MacLean, Elizabeth Kimball (July 2007). “Joseph E. Davies: The Wisconsin Idea and the Origins of the Federal Trade Commission”. 《Journal of the Gilded Age and Progressive Era》 6 (3): 248–284. doi:10.1017/S1537781400002097. S2CID 161773580.